# Xã Pleasant View, Quận Cherokee, Kansas
Xã Pleasant View (tiếng Anh: Pleasant View Township) là một xã thuộc quận Cherokee, tiểu bang Kansas, Hoa Kỳ. Năm 2010, dân số của xã này là 627 người.